# Sophie de Gandersheim
Sophie de Gandersheim, née à l'été ou à l'automne 978 et morte le 30 janvier 1039 à Gandersheim, est une princesse de la dynastie des Ottoniens, fille de l'empereur Otton II et de son épouse la princesse byzantine Théophano Skleraina. L'une des sœurs de l'empereur Otton III, elle fut abbesse de Gandersheim de 1002 à sa mort, et également abbesse d'Essen à partir de 1011.

## Biographie

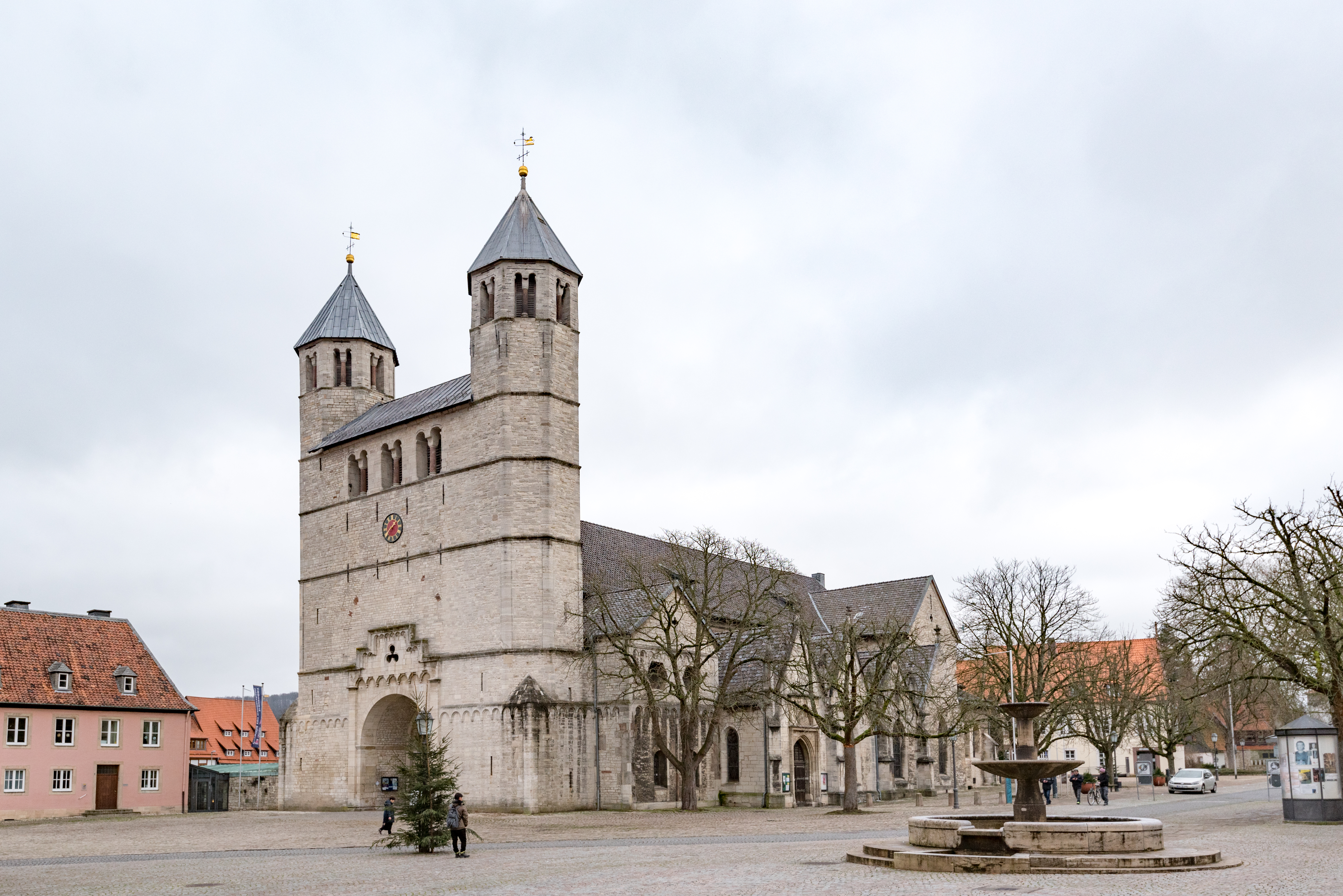
L'église abbatiale de Gandersheim.

La seule date qui entre en ligne de compte pour la naissance de Sophie est après l'an 977. On peut en déduire que la princesse Adélaïde est sa sœur aînée, ce qui est attesté par la transmission du nom. Un enfant a dû naître en 975, mais n'a pas survécu. On sait par un acte de donation de l'empereur Otton II daté de 979, et qui sur une proposition de l'impératrice Théophano attribuait un fief à l'abbaye de Gandersheim en Saxe, qu'on confia l'éducation de la princesse Sophie cette même année à l'abbaye. L'abbesse était à cette époque Gerberga, issue de la branche bavaroise des Ottoniens, sœur et alliée du duc déchu Henri le Querelleur.
Sophie reçut l'habit de moniale à Gandersheim en 987, mais un premier conflit de préséance éclata précisément à l'occasion de cette cérémonie entre l'évêque local Osdag de Hildesheim et l'archevêque Willigis de Mayence, archichancelier du Saint-Empire. Sophie refusait l'idée de recevoir le voile des mains de l'évêque Osdag, mais celui-ci entendait faire valoir ses prérogatives et fit ostensiblement installer sa chaire épiscopale à côté de l'autel. Selon la Vita Bernwardi, un éloge de Bernouard de Hildesheim par le moine bénédictin Thangmar qui, dans cette première « querelle de Ganderseim », prend clairement parti pour Osdag, les deux évêques se seraient déjà affrontés devant l'impératrice, le jeune Otton III et toute la cour. Pour l'instant, Théophano mit un terme au conflit essentiellement en convenant que les deux évêques tiendraient l'habit pour la princesse, cependant que toutes les autres novices ne recevraient l'habit que de l'évêque Osdag. Le litige relatif au pouvoir spirituel sur l'abbaye de Gandersheim, située à la frontière entre les diocèses de Hildesheim et de Mayence, s'est poursuivi jusqu'à la renonciation définitive déclaré par l'archevêque Aribon de Mayence en 1030.
Sophie demeura jusqu'en 997 auprès de son frère Otton, qui la désigne dans un décret royal comme « sa sœur préférée » (dilectissima soror) et la couvre de bienfaits, dont plusieurs domaines sur les rives de la Leine. Toutefois, elle disparaît ensuite complètement de l'entourage de l'empereur. Le caractère de Sophie de Gandersheim est décrit par ses contemporains comme intéressé, vénal, fier et autoritaire. Même en faisant la part de la malveillance des sources proches de l'évêque de Hildesheim après la première querelle de Gandersheim, dans laquelle elle était pleinement impliquée, il reste qu'une indélicatesse survenue plus tard dans son exercice d'abbesse d'Essen reflète certaines faiblesses.
Sophie devint abbesse de Gandersheim après la mort de son enseignante Gerberga en novembre 1001, comme cela avait certainement été convenu lors de la donation de 979. Sa sœur cadette Mathilde, initialement destinée à diriger l'abbaye d'Essen, ayant finalement été mariée à Ezzo, fils du comte palatin Hermann Ier de Lotharingie, pour des raisons politiques, c'est également Sophie qui succéda à sa cousine l'abbesse Mathilde II, fille de Ludolphe de Souabe morte le 6 novembre 1011. Elle conserva la direction des deux couvents jusqu'à sa mort, survenue le 30 janvier (d'autres sources donnent le 27 ou le 31 janvier) 1039 à Gandersheim. Elle fut inhumée dans la collégiale de cette abbaye.

## Abbatiat à Essen
Depuis la thèse de l'historien allemand Georg Humann (1847-1932), c'est devenu un lieu commun de l'histoire locale de la ville d'Essen que Sophie a négligé ses devoirs à l'abbaye, puisque plusieurs projets initiés par l'abbesse Mathilde, comme la fabrication du reliquaire de saint Marsus, d'un crucifix de procession (Mathildenkreuz) et peut-être aussi l'érection de l'aile occidentale de la cathédrale d'Essen ne furent achevés que sous l'abbatiat de sa successeur et nièce, Théophane. Sophie aurait préféré le séjour de Gandersheim et n'aurait rien entrepris à Essen, mais les recherches actuelles remettent en cause ce point de vue. En ce qui concerne le reliquaire de Marsus, Humann a montré que les sources écrites étaient fausses. Ensuite, contrairement à son appellation, le « crucifix de Mathilde » n'aurait pas été commandé par l'abbesse Mathilde, mais par l'abbesse Théophane. Il est possible que la soi-disant incurie de Sophie à Essen ne repose que sur des témoignages incomplets.

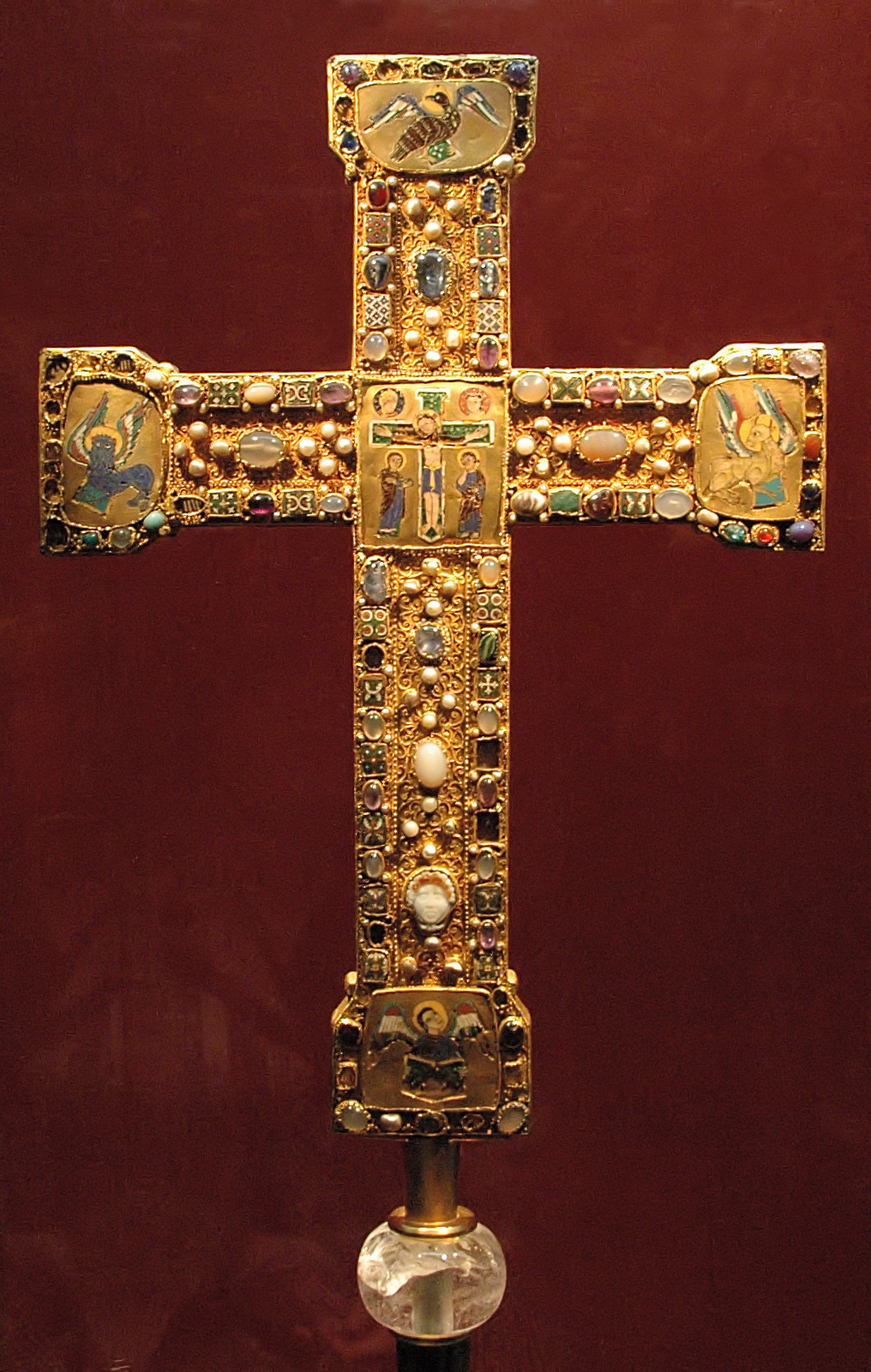
Ce crucifix en émail cloisonné conservé au trésor de la cathédrale d'Essen a probablement été confectionné à la demande de l'abbesse Sophie.

En 1029, elle convoqua un synode régional auquel assistaient l'archevêque Pilgrim de Cologne et les évêques de Münster et Paderborn, afin de redéfinir l'assiette de la dîme dans les domaines d'Essen. Dans un décret qu'on a retrouvé par hasard à Nottuln, elle accepte le legs offert par un homme libre et sa famille à l'église d'Essen. Beuckers révèle d'ailleurs à propos de la croix aux émaux cloisonnés du trésor de la cathédrale d'Essen, que cet objet a été fabriqué vers l'an 1000 par plusieurs ateliers du sud de l'Allemagne, sous le règne de l'empereur Henri II, ce qui implique que seule Sophie de Gandersheim a pu en ordonner la fabrication. Ainsi la réputation traditionnelle de son incurie ne résiste-t-elle pas à un examen des faits.
Il est possible que les maigres informations laissées sur les réalisations de Sophie de Gandersheim à Essen tiennent à d'autres causes que sa prétendue indolence : sa prédécesseur Mathilde était en conflit avec l'empereur Henri II. Le vidame d'Essen, le comte palatin Ezzo de Lotharingie, qui était également le fiancé d'une sœur de Sophie, avait pris la tête d'une rébellion des barons contre l'empereur, à laquelle l'abbesse Mathilde souscrivait également. En nommant Sophie abbesse d'Essen contre l'avis des moniales, Henri reprenait le contrôle du diocèse avec à sa tête une personne de confiance puisqu'élevée par sa propre tante. L'abbesse qui succéda à Sophie, Théophane, était non seulement sa nièce, mais surtout la fille d'Ezzo, et il ne fait pas de doute qu'elle poursuivit la tradition initiée par l'abbesse Mathilde : aussi les réalisations de Sophie de Gandersheim ont-elles pu être passées sous silence.